# Leon Pluciński

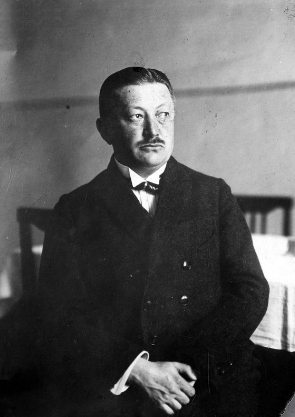
Leon Pluciński (um 1930)

Leon Bolesław Pluciński (* 9. Februar 1875; † 2. Juni 1935) war ein polnischer Politiker, Diplomat und Generalkommissar in der Freien Stadt Danzig (1921–1924).